# Adolfo Eraso
Adolfo Eraso Romero (Estella, 8 de agosto de 1934-Plasencia, 29 de mayo de 2021) fue un químico, geólogo y espeleólogo español. Doctor honoris causa en 2014 por la Universidad Pública de Navarra, última investigación del comportamiento de los glaciares frente al calentamiento global en el seno de la asociación GLACKMA.

## Inicios
Durante su infancia en Estella (Navarra) ya mostró interés por la configuración geológica de los terrenos circundantes. Tras pasar una etapa en Vitoria (Álava), marchó a la Universidad Complutense de Madrid, donde realizó estudios de Química. A partir de 1952 retornó a Estella a trabajar para una empresa de prospecciones petrolíferas, y junto con otros jóvenes comenzó a explorar sistemáticamente las cuevas y simas de la zona, en lo que después sería el Grupo Espeleológico de Estella.
Debido a su trabajo y aficiones, el interés de Eraso por la Geología aumentó, y simultaneó su trabajo con el estudio de esta carrera por libre. En 1954 tuvo ocasión de participar en su primera gran expedición: fue en Larra-Belagua, con espeleólogos de la Institución Príncipe de Viana y el apoyo logístico del Ejército español. En esta expedición formaban el equipo de profundidad experimentados espeleólogos: Pedro Echalecu, Félix Ruiz de Arcaute, José María Sáenz, Juan San Martin, Miguel Bengoa, Isaac Santesteban, y se exploraron grandes cavidades como las simas Apesteguía, La Española o Echalecu. Eraso, todavía sin gran experiencia, participó en las labores del equipo de superficie y no descendió más que pequeñas simas.

## Promoción en la espeleología
A partir de 1955, en que junto con Arcaute y Sáenz explora y topografía la Sima del Roble (Urbasa), Eraso fue familiarizándose con la técnica de exploración de grandes cavidades. Tras trasladarse en 1957 a Vitoria por motivos de trabajo, ingresó en el Grupo Espeleológico de la Sociedad Excursionista Manuel Iradier (GEMI), donde desarrollaban su actividad Elejalde, Llanos, Urrutia, Sáenz de Ugarte, Madinabeitia, Valero, Agorreta, Pérez, Fariña, Ortiz de Landaluze, Polidura, López de Guereñu, Arbosa, Gálvez. En esa misma época ingresó en el GEMI Jesús Presa, Ingeniero de Caminos, y la presencia de ambos supuso un impulso para el grupo, que adquirió un perfil más científico. Fue entonces cuando Eraso comenzó a publicar sus primeros trabajos.
Mediante este rodaje, Eraso pronto estuvo listo para las grandes empresas exploratorias. Así, en las III Jornadas Vasco-Navarras de la Unión de Espeleólogos Vascos (Carranza, 1958), organizadas por el Grupo Espeleológico Vizcaíno, fueron Eraso y Félix Ruiz de Arcaute quienes dirigieron los trabajos de exploración de la Torca del Carlista. Ese mismo año participó en la Campaña Internacional de Ojo Guareña (Burgos), organizada por el Grupo Espeleológico Edelweiss. Eraso alternó estas grandes expediciones con las actividades en Álava, como la exploración de Lazalday o Mairuelegorreta, y la formación de los nuevos espeleólogos.

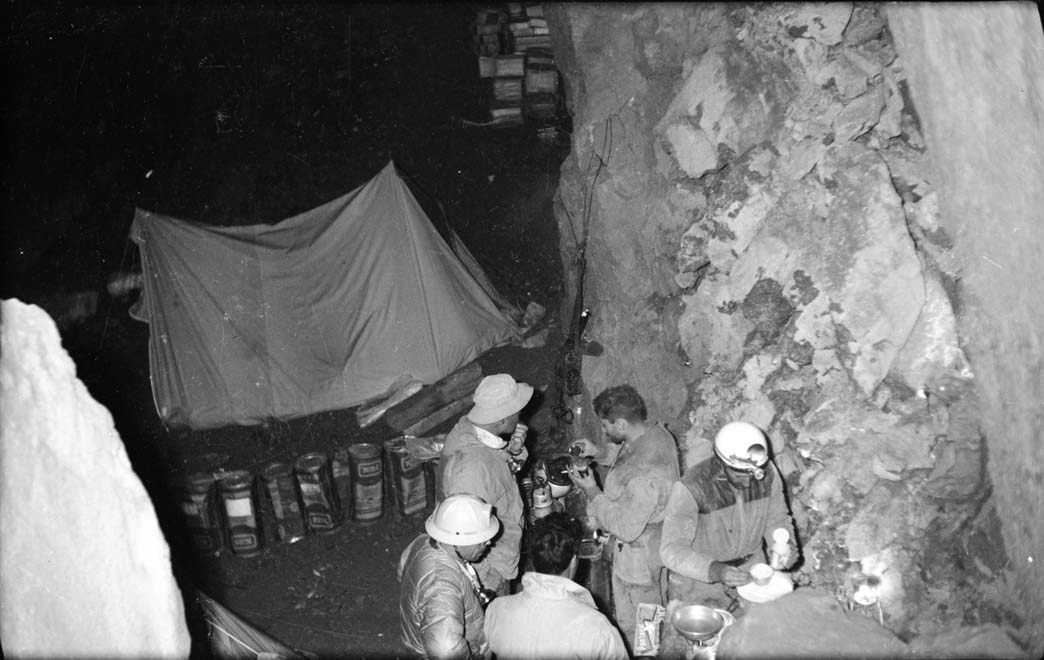
Primer campamento en la sima Lepineux (V Jornadas Vasconavarras de Espeleología / Expedición EDF, 1960). De izquierda a derecha: Georges Lepineux, José Bidegain, X, Adolfo Eraso, Isaac Santesteban.

En 1959 fue el GEMI quien organizó las IV Jornadas Vasco-Navarras, y Eraso estuvo al cargo de las exploraciones y el área geomorfológica.  El año siguiente, las V Jornadas tuvieron lugar en Larra y Eraso formó parte del grupo que se encargó de realizar la topografía de precisión entre la sima Lepineux y la sala de La Verna, que permitió horadar esta última con un túnel. También en 1960, la Diputación Foral de Álava promovió la creación del Grupo de Espeleología Alavés, contando con varios miembros del GEMI entre los cuales se hallaba Adolfo Eraso, quien para entonces ya se había convertido en uno de los espeleólogos de referencia en España. Muestra de ello son la participación en diversos congresos internacionales, invitaciones para participar en exploraciones de otras regiones, o asunción de responsabilidades como la presidencia del Comité Nacional de Espeleología cuando se creó en 1967, o la Union Internacional de Espeleología en 1980.

## Profundización en la hidrogeología
A principios de los años 70, Eraso recibió una oferta de una gran empresa constructora que le permitió instalarse en Madrid y finalizar sus estudios de Geología. Allí fue contactado por empleados de Standard Eléctrica, quienes querían formar un grupo de espeleología en la empresa. Tras impartir unas sesiones de formación, el propio Eraso ingresó en el grupo, donde tuvo como compañeros entre otros a Félix Moreno Sorli, Hermenegildo Morell o Carlos Puch.
Durante los siguientes años, Eraso se especializó en el estudio hidrogeológico del karst y sus problemas asociados (construcción de embalses, etc.) e intervino como asesor técnico en numerosas ocasiones. Como consecuencia de ello, tuvo ocasión de desarrollar dos teorías:
- Principio de Convergencia de Formas: formulado en 1976, consiste en un modelo teórico para explicar los caminos que crea el agua a través del suelo y las transformaciones que produce en su discurrir. Este modelo sigue vigente, y es de aplicación corriente en la investigación hidrogeológica.[18]
- Método de Predicción de las Direcciones Principales de Drenaje Subterráneo:  formulado en 1986, es actualmente muy empleado y se enseña en diversas universidades.[19]

## Glaciología
Tras un primer contacto con una expedición rusa en 1982, Eraso tuvo ocasión en 1985 de participar en una gran expedición a la región ártica (Spitsbergen), por invitación del profesor polaco Marian Pulina. A partir de este momento, la glaciología fue tomando un lugar cada vez más significativo entre sus actividades hidrogeológicas y espeleológicas. En 1987, como miembro de la ONG “España en la Antártida”, Eraso participó en el montaje de la Base Antártica “Juan Carlos I”, donde comenzó a aplicar los modelos teóricos del karst al comportamiento de los glaciares; también ese año comenzó a trabajar como profesor de Hidrogeología en la Escuela de Ingenieros de Minas de la Universidad Politécnica de Madrid.
Esta línea de trabajo llevó a Eraso a profundizar en el papel de los glaciares como indicador del cambio climático. Sus investigaciones le llevaron a crear en 2001, junto a Carmen Domínguez, la asociación GLACKMA (Glaciares, Criokarst y Medio Ambiente), con el objetivo de potenciar y divulgar esta área de conocimiento. Tras jubilarse en 2004, Adolfo Eraso pudo dedicarse enteramente a esta asociación, aunque sin abandonar la docencia y prosiguiendo como profesor ad honorem en la Universidad Politécnica de Madrid, donde impartía la asignatura de libre elección denominada “Hidrogeología Kárstica y de Medios Anisotrópicos”.
En 2014, Adolfo Eraso fue nombrado doctor honoris causa por la Universidad Pública de Navarra, como reconocimiento a su trayectoria científica. Hasta muy poco antes de su fallecimiento, participó en campañas periódicas para recoger los datos de las estaciones de medida instaladas por GLACKMA en varios glaciares de los hemisferios norte y sur, e impartió conferencias y sesiones formativas de forma itinerante, para promover la sensibilización de la sociedad frente al cambio climático global.